# Sierra-leonische Fußballnationalmannschaft der Frauen
Die sierra-leonische Fußballnationalmannschaft der Frauen ist die Frauenfußballnationalelf des westafrikanischen Landes Sierra Leone. Sie wurde 1994 gegründet. Das erste Länderspiel der Frauen fand 1994 statt.
Die Nationalmannschaft konnte bisher keines ihrer 15 Länderspiele gewinnen.

## Internationale Erfolge
Siehe auch: Liste der Länderspiele der sierra-leonischen Fußballnationalmannschaft der Frauen

### Fußball-Weltmeisterschaft der Frauen
| 1995 Schweden               | nicht teilgenommen (gescheitert in der 1. Qualifikationsrunde)         |
| 1999 Vereinigte Staaten     | nicht teilgenommen (vor der 1. Qualifikationsrunde Teilnahme abgesagt) |
| 2003 Vereinigte Staaten     | nicht teilgenommen                                                     |
| 2007 V.R. China             | nicht teilgenommen                                                     |
| 2011 Deutschland            | nicht teilgenommen (gescheitert in der 1. Qualifikationsrunde)         |
| 2015 Kanada                 | nicht teilgenommen                                                     |
| 2019 Frankreich             | zurückgezogen (vor der 1. Qualifikationsrunde Teilnahme abgesagt)      |
| 2023 Australien/ Neuseeland | nicht qualifiziert                                                     |

### Fußball-Afrikameisterschaft der Frauen
| 1995 Afrika           | Viertelfinale (=Vorrunde)                                              |
| 1998 Nigeria          | nicht teilgenommen (vor der 1. Qualifikationsrunde Teilnahme abgesagt) |
| 2000 Südafrika        | nicht teilgenommen                                                     |
| 2002 Nigeria          | nicht teilgenommen                                                     |
| 2004 Südafrika        | nicht teilgenommen                                                     |
| 2006 Nigeria          | nicht teilgenommen                                                     |
| 2008 Ägypten          | nicht teilgenommen                                                     |
| 2010 Südafrika        | nicht qualifiziert                                                     |
| 2012 Äquatorialguinea | nicht teilgenommen                                                     |
| 2014 Namibia          | nicht teilgenommen                                                     |
| 2016 Kamerun          | nicht teilgenommen                                                     |
| 2018 Ghana            | zurückgezogen (vor der 1. Qualifikationsrunde Teilnahme abgesagt)      |
| 2022 Marokko          | nicht qualifiziert                                                     |
| 2024 Marokko          | nicht teilgenommen                                                     |

### WAFU Women’s Cup
| 2018 | nicht teilgenommen |
| 2023 | Vorrunde           |
| 2025 | 1. Platz           |